# Helmut Geier
Helmut Geier (* 31. Juli 1944 in Seekirchen am Wallersee) ist ein ehemaliger Generaldirektor der Wüstenrot Versicherungs-AG, Österreich.

## Leben
1963 maturierte er an der Handelsakademie Salzburg, absolvierte den Präsenzdienst und trat danach in die Bausparkasse GdF Wüstenrot, Salzburg ein. Bereits 1969 wurde er zum Leiter der Abteilung Organisation bestellt, fünf Jahre später zum Bereichsleiter. 1986 schließlich wurde er in den Vorstand der Bausparkasse berufen, wo er zunächst für den Vertrieb, in Folge auch für die Zentrale Automation und Vertragsverwaltung verantwortlich zeichnete.
Nach der Öffnung des Ostblocks gründete Helmut Geier die Auslandstöchter der Bausparkasse Wüstenrot in Prag, Bratislava, Budapest und Zagreb sowie in Prag und Bratislava zusätzlich die der Versicherungs-AG.
1998 wurde Helmut Geier zum Generaldirektor und Vorstandsvorsitzenden der Wüstenrot Versicherungs-AG bestellt. Eine der wesentlichen strategischen Aufgaben war die Verschmelzung der Wüstenrot Versicherungs-AG mit der Volksfürsorge Jupiter Versicherungs-AG (kurz VJV) im Jahre 2001, wodurch sich die Wüstenrot Versicherungs-AG vom reinen Personenversicherer zum Kompositversicherer veränderte. Am 15. November 2008 legte Geier sein Vorstandsmandat zurück.

## Auszeichnungen
- 2004 Goldenes Verdienstzeichen des Landes Salzburg

| Personendaten    | Personendaten                                              |
| ---------------- | ---------------------------------------------------------- |
| NAME             | Geier, Helmut                                              |
| KURZBESCHREIBUNG | österreichischer Manager, Generaldirektor der Wüstenrot AG |
| GEBURTSDATUM     | 31. Juli 1944                                              |
| GEBURTSORT       | Seekirchen am Wallersee                                    |